# Аша-Роуз Мігіро
Аша-Роуз Мтенгеті Мігіро (англ. Asha-Rose Mtengeti Migiro; нар. 9 липня 1956, Сонгеа, провінція Рувума, Танзанія) — танзанійський юрист і політичний діяч.
У 1980 році закінчила Університет Дар-ес-Салама, отримавши ступінь спочатку бакалавра, а потім магістра права. У 1992 році отримала ступінь доктора філософії в Констанцькому університеті. Мігіро викладала право в Університеті Дар-ес-Салама протягом 20 років, перш ніж прийти в політику у 2000 році. Обіймала посади міністра соціального розвитку Танзанії і міністра у справах жінок і дітей. У січні 2006 року призначена міністром закордонних справ і міжнародного співробітництва Танзанії і займала цю посаду до 11 січня 2007 року.
5 лютого 2007 року восьмий генеральний секретар Організації Об'єднаних Націй Пан Гі Мун призначив її одним зі своїх заступників. Вступивши на посаду, Мігіро в якості своєї головної задачі проголосила всебічний захист африканських жінок. Займала посаду заступника Генерального секретаря ООН до 1 липня 2012 року.